# A. Thomas Bradbury
Abraham Thomas Bradbury (4 de abril de 1902 - 14 de noviembre de 1992) fue un arquitecto estadounidense conocido por su trabajo en Atlanta a mediados del siglo XX. Durante este tiempo, diseñó muchos edificios para el gobierno de Georgia alrededor del Capitolio del Estado de Georgia . Su obra más famosa es posiblemente la Mansión del Gobernador de Georgia, la cual es su residencia oficial, y se encuentra ubicada en el distrito Buckhead de la ciudad. Si bien muchas de sus obras tendían a ser de estilo modernista, la mansión es un ejemplo destacado de la arquitectura del Renacimiento griego en Georgia. Según la New Georgia Encyclopedia, fue "quizás el arquitecto de edificios gubernamentales más destacado de mediados del siglo XX".

## Biografía
Abraham Thomas Bradbury nació en Atlanta, Georgia, el 4 de abril de 1902, hijo de Abraham Bradbury, un contratista, y Hannah Marco. Cuando era joven, Bradbury estudió arquitectura en la Escuela de Tecnología de Georgia (Georgia Tech). De 1921 a 1923, cuando aún era estudiante, trabajó para el estudio de arquitectura Robert and Company, con sede en Atlanta. En 1923 completó sus estudios en la escuela y recibió un certificado. Después de esto, se mudó a Florida, siguiendo al arquitecto John Llewellyn Skinner, quien había sido director de arquitectura en la escuela de 1923 a 1925 antes de mudarse a Florida. Si bien Bradbury esperaba establecer un estudio de arquitectura en Miami, un huracán en 1926 se lo impidió.
En 1927, Bradbury encontró trabajo en la firma Warren, Knight y Davis en Birmingham, Alabama. En 1930, Bradbury vivía en Chattanooga, Tennessee, pero regresó a Atlanta a principios de la década de 1930 para estudiar derecho. En 1933, fue admitido en el Colegio de Abogados de Georgia . En 1934 volvió a trabajar para Robert and Company, y en 1935 trabajó durante un breve tiempo en la firma Hentz, Adler &amp; Schutze . A mediados de la década de 1930, cofundó la firma Constantine and Bradbury, aunque esta firma se disolvió en 1939. Durante este tiempo, Bradbury diseñó el State Office Building, un edificio gubernamental ubicado cerca del Capitolio del Estado de Georgia . A lo largo de su carrera, Bradbury trabajaría extensamente en encargos para edificios gubernamentales de la ciudad. También por esta época, en 1936, Bradbury se casó con Janette Lane, quien era la presidenta de la junta directiva del Ballet Cívico de Atlanta . Además, Lane tenía una licenciatura y una maestría en derecho.Con ella tuvo tres hijos: Janette Lane, Lynda Lane y Thomas Lane. Además, Bradbury se volvería a casar más tarde. En 1939, fundó su propia firma como A. Thomas Bradbury, Arquitecto. Después de un breve período en 1942, cuando la empresa se convirtió en Bradbury and Stockman, en 1943 la empresa pasó a llamarse A. Thomas Bradbury and Associates.

### Arquitectura modernista

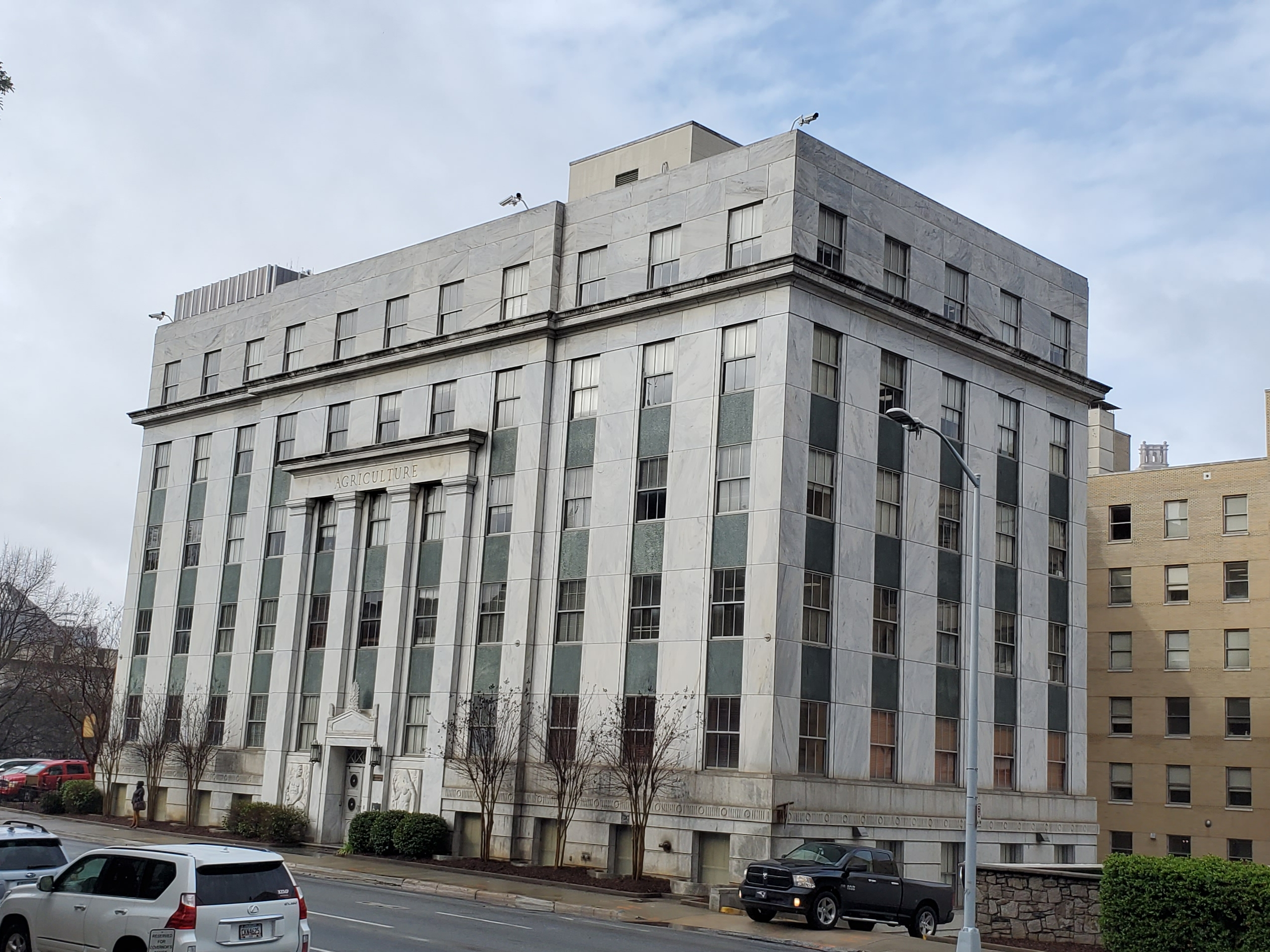
El edificio de agricultura en 2020

A partir de la década de 1940, Bradbury fue un firme defensor de la arquitectura modernista, y muchos de sus edificios de este período en adelante se construyeron en ese estilo. En 1954, Bradbury and Associates fue contratado para diseñar el Edificio de Agricultura y el Edificio de Ley y Justicia para el gobierno de Georgia, y el destacado artista residente en Georgia Julian Hoke Harris proporcionó cierta ornamentación escultórica para este último. A lo largo de la década, su firma diseñaría varios edificios más para otros departamentos gubernamentales alrededor del capitolio en estilo modernista, con una excepción notable el edificio para el Departamento de Transporte de Georgia, que fue construido en un estilo internacional inspirado en la Bauhaus. . Desde la década de 1950 hasta la de 1960, Bradbury diseñó seis edificios gubernamentales en el área, con su estilo modernista que contrasta con el estilo Beaux-Arts del edificio del capitolio. En 1957, se desempeñó como arquitecto principal de un proyecto de renovación del edificio del capitolio. Al discutir el estilo de estos edificios, el crítico de arquitectura Robert M. Craig afirmó que el "espíritu predominante" de los edificios gubernamentales "era cada vez más abstracto, una burocracia burocrática sin rostro que derivaba su vestimenta arquitectónica de una reducción de la forma del edificio a un plano de pared incoloro". También durante la década de 1950, Bradbury presionó para que se hicieran cambios en el departamento de arquitectura de Georgia Tech, específicamente en lo que respecta a la contratación de ciertas empresas de arquitectura. Como resultado, Bradbury se convirtió en el arquitecto principal detrás de varios proyectos nuevos en su alma mater, y en las décadas siguientes su firma diseñaría edificios académicos en todo el sureste de los Estados Unidos, posiblemente más notablemente el Instituto de Salud Mental de Georgia en la Universidad Emory .

### Archivos de Georgia y la mansión del gobernador de Georgia

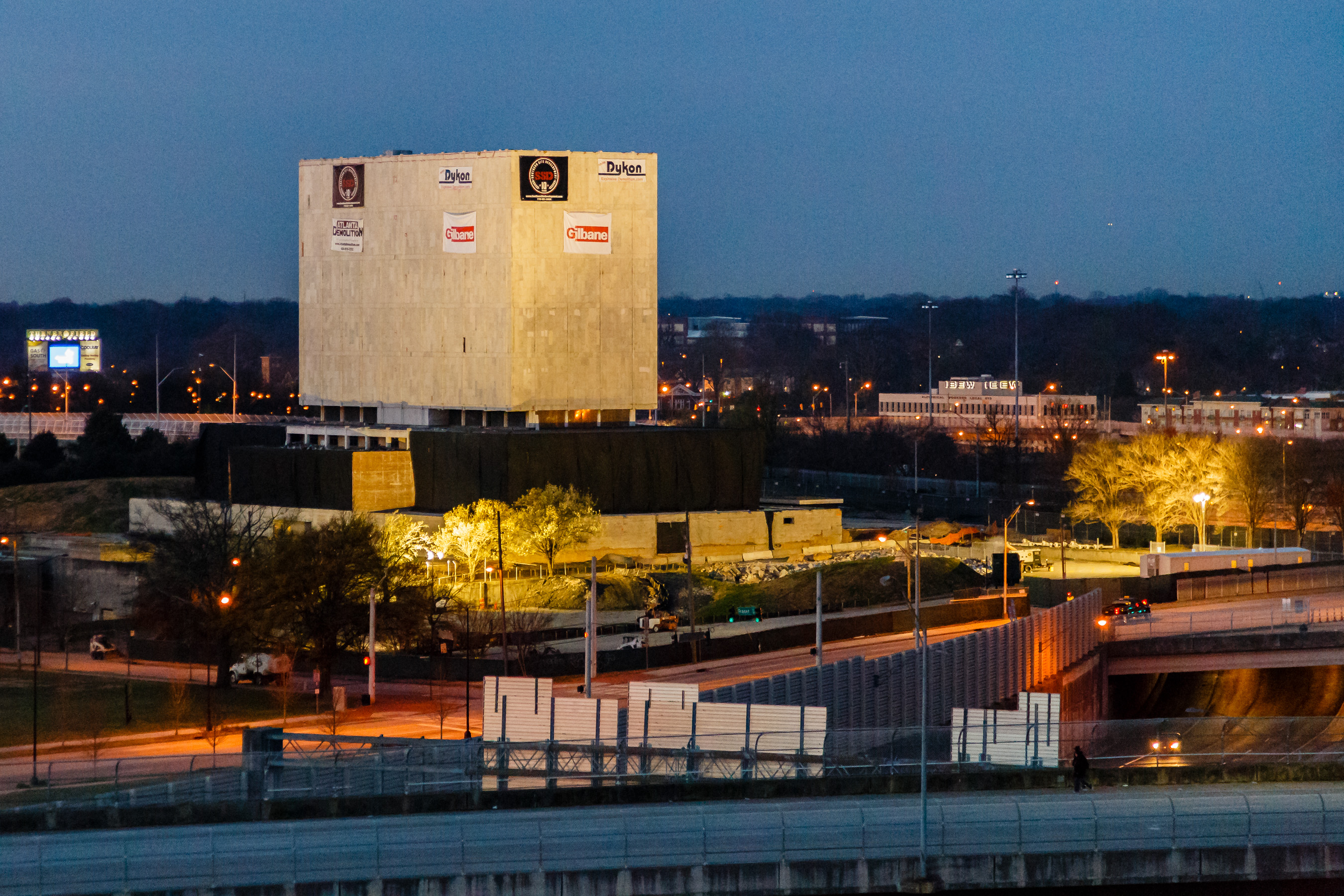
El edificio de archivos de Georgia en 2017, antes de su demolición

Ya en la década de 1960, Bradbury diseñaría dos de sus obras más notables: un edificio para los Archivos de Georgia y una nueva Mansión del Gobernador de Georgia . Bradbury comenzó a trabajar en el primero en 1962 como un ejemplo extremo de arquitectura modernista. El edificio resultante, terminado en 1965, ha sido descrito por la New Georgia Encyclopedia como una "caja monumental sobre pedestal". Un artículo de 2011 en Curbed Atlanta calificó el "edificio monolítico" como una "obra maestra modernista", mientras que el crítico de arquitectura Robert M. Craig criticó el edificio y su forma general de caja como "una forma elemental, pero también aburrida". Por otro lado, la mansión del gobernador de Georgia en Buckhead fue diseñada en estilo renacentista griego, siguiendo el modelo de la casa de plantación Tara de la película Lo que el viento se llevó. La diferencia en el estilo arquitectónico del estilo modernista normal de Bradbury lo convirtió en una elección extraña como arquitecto, y según Curbed Atlanta, el edificio de archivos y la mansión "presentan una dicotomía fascinante en los estilos arquitectónicos provenientes de un solo hombre". Las obras de la mansión duraron de 1964 a 1967.

### Vida posterior
En 1978, después de 35 años de trabajar en su propia empresa, Bradbury vendió la empresa y se jubiló. Murió en Atlanta el 14 de noviembre de 1992.

## Obras

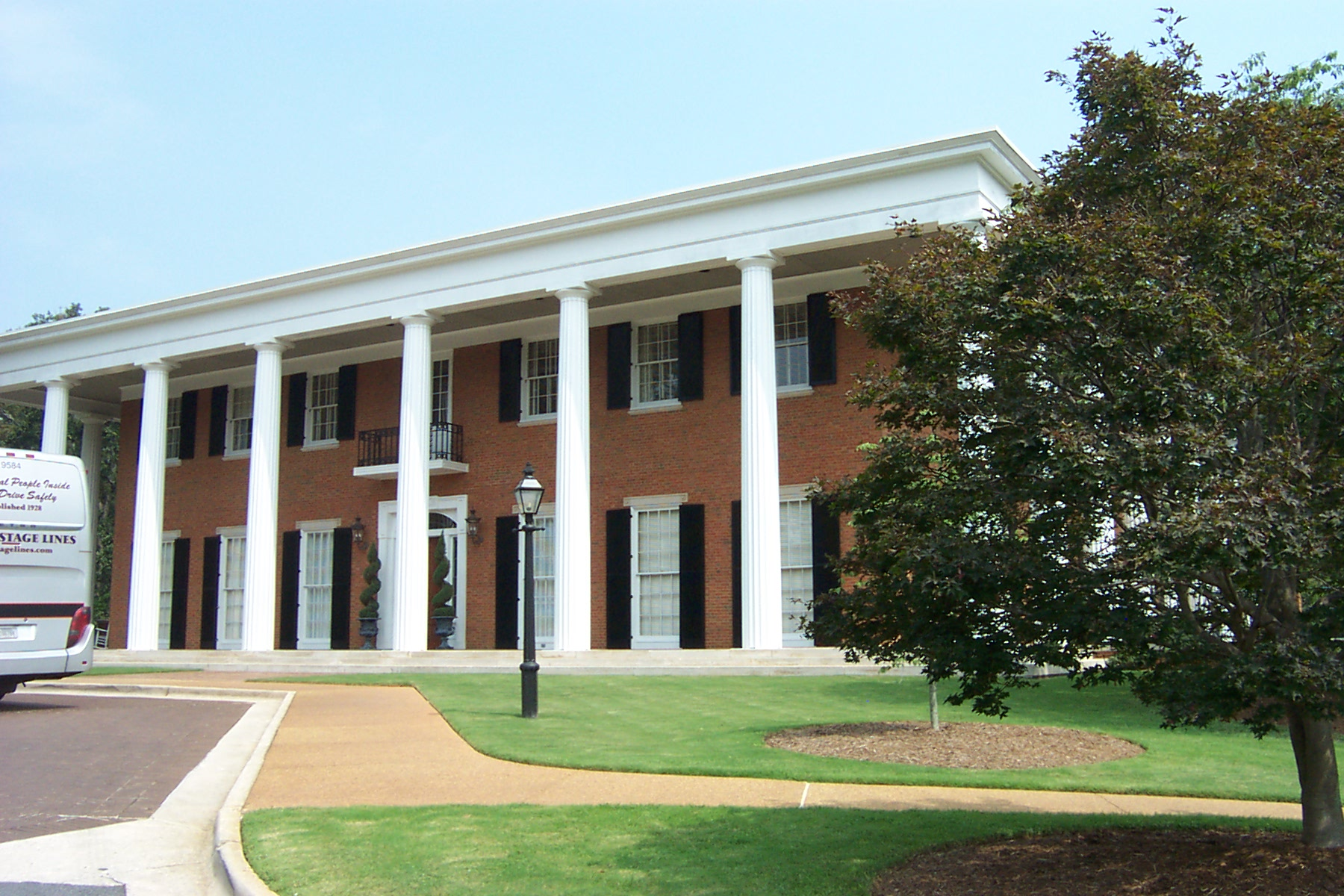
La mansión del gobernador de Georgia en 2007

- Edificio de Oficinas Estatales (más tarde conocido como Edificio de Oficinas Legislativas), cerca del Capitolio del Estado de Georgia (1938-1939).[3]
- Edificio (dental) profesional Candler de Seventh Street, Atlanta (1946).[1]
- Salón Parroquial De Ovies, Catedral Episcopal de San Felipe (1948-1949).[12]
- Iglesia Presbiteriana Rock Spring, Atlanta (década de 1950).[1]
- Escuela primaria Venetian Hills, Atlanta (década de 1950).[1]
- Adiciones a la Iglesia Bautista West Hunter Street, Atlanta (década de 1950).[1]
- Edificio de Agricultura, cerca del Capitolio del Estado de Georgia (1954).[1]
- Edificio de Ley y Justicia, cerca del Capitolio del Estado de Georgia (1954).[1]
- Edificio de Recursos Humanos, cerca del Capitolio del Estado de Georgia.[1]
- Labor Building, cerca del Capitolio del Estado de Georgia.[1]
- Edificio de Transporte, cerca del Capitolio del Estado de Georgia.[1]
- Rich Electronic Computer Building, campus principal del Instituto de Tecnología de Georgia (1954-1955).[1]
- Renovaciones del Capitolio del estado de Georgia (1957-1958).[13]
- Skiles Classroom Building, campus principal del Instituto de Tecnología de Georgia (1959).[1]
- Instituto de Salud Mental de Georgia, campus principal de la Universidad Emory (1962-1963).[1]
- Edificio de Archivos de Georgia, cerca del Capitolio del Estado de Georgia (1962-1965).[1]
- Templo del Santuario Yaarab, Atlanta (1963-1965).[1]
- Mansión del gobernador de Georgia, Buckhead (1964-1967).[1]
- Ampliación de la biblioteca de derecho de Hirsch Hall, Facultad de Derecho de la Universidad de Georgia (1964-1967).[14]
- Edificio de Comercio e Industria, cerca del Capitolio del Estado de Georgia (década de 1960).[1]

## Otras lecturas
- Gournay, Isabelle (1993).  Sams, Gerald W., ed. AIA Guide to the Architecture of Atlanta. Photographs by Paul G. Beswick, Foreword by Dana F. White. Athens, Georgia: University of Georgia Press. ISBN 978-0-8203-1439-6.

- Datos: Q111044278